# Peter Pan de rojo escarlata
Peter Pan de rojo escarlata es una novela de Geraldine McCaughrean. Se trata de la secuela oficial de la obra de J. M. Barrie, Peter y Wendy, autorizada por el Great Ormond Street Hospital, quienes son los poseedores de los derechos de los personajes y de la historia original. McCaughrean fue seleccionada mediante un concurso que se lanzó en 2004, en que a los novelistas se les invitó a presentar un capítulo de muestra y el esquema de trazado. El libro continúa la historia de los niños perdidos, la familia Darling, y Peter Pan, en 1926 durante el reinado de Jorge V y después de Primera Guerra Mundial.
El libro fue lanzado internacionalmente el 5 de octubre de 2006. En el Reino Unido, la primera edición consistió en el tiraje de 30.000 ejemplares y una edición limitada de 1.500 ejemplares con una placa especialmente impresa, numeradas individualmente y firmadas por el autor. Cinco ejemplares de una edición especial, forrada en cuero con una funda, también fueron impresos, uno de cada uno se le dio al autor, al St. Great Ormond Hospital, a la Oxford University Press, a la La Reina (quien es benefactora del Great Ormond Street Hospital) y la última fue subastada en la presentación del libro. El libro fue publicado con una portada para Gran Bretaña con las siluetas interiores diseñadas por David Wyatt y en los Estados Unidos con una cubierta ilustrada por Tony DiTerlizzi. El interior última se caracteriza por las ilustraciones de Scott M. Fischer. El libro también fue editado en formato de audio en el Reino Unido y EE. UU.
Una nueva edición, completamente ilustrada en color por David Wyatt, abreviada por Geraldine McCaughrean para los lectores más jóvenes, se publicó en el Reino Unido en octubre de 2008 por la Oxford University Press.

## Sinopsis
La novela trata sobre el regreso de Wendy Darling, su hermano, John Darling y los hermanos adoptados Avispado, Poco, Lelo, los Mellizos y Curly, quienes alguna vez fueron los niños perdidos de Peter. Al final del libro "Peter y Wendy", Wendy, John y Michael habían traído a los niños perdidos a su casa en Londres, donde el señor y la señora Darling les habían adoptado.
La novela comienza con John Darling y su esposa negando los sueños vívidos y realistas sobre el país de Nunca Jamás, los mismos que Juan sigue teniendo y quien trae diferentes reliquias de su estadía en Nunca Jamás durante su etapa como niño: un machete, una pistola, etc. Descubrimos que cada uno de los ex-niños perdidos y Wendy han tenido sueños similares, y Wendy llega a la conclusión de que las bombas de la Gran Guerra han creado hoyos entre su mundo y el país de Nunca Jamás, así como que sus sueños y sus ideas se filtran a través de estos. Wendy dice a los ex-niños perdidos, ahora conocidos como los chicos, que debe encontrar una manera de volver al país de Nunca Jamás para ayudar a Peter Pan, regresando ambos mundos a la normalidad.

## Personajes
- Peter Pan - Peter, el «Primer y Único» niño perdido, ha tomado una residencia solitaria en la casa abandonada de Wendy. Al regreso de los Darling, inmediatamente se le propone una búsqueda, descubren el mapa del capitán Garfio del país de Nunca Jamás, mostrando «un tesoro» en la cima del monte Neverpeak. Peter se enfrenta a muchos obstáculos en el camino y utiliza su astucia para burlar al enemigo, hasta que casi se convirtió en el Capitán Garfio porque ha lucido el abrigo del pirata. Peter está a punto de morir, pero es salvado por el doctor Curly. Al final de la novela, el Niño Maravilloso se queda sin sombra y se autoconfina en la isla porque ha perdido la capacidad de volar hasta que su sombra aparezca de nuevo.

- Wendy Darling - Al comienzo de la novela, Wendy Darling (ya adulta) anuncia que debe volver a Nunca Jamás. Usando la ropa de su hija Jane, regresa a la isla y a su papel como la madre de los chicos perdidos. Wendy es fanática de las buenas costumbres y es muy compasiva, siente lástima y cuida hasta del peor de los villanos. Es desterrada por Peter por salvar al enemigo, pero ignora por completo su sentencia.

- Ravello - Ravello es un viajero, un «maestro de circo» que ha formado su tienda de campaña en el país de Nunca Jamás. Cuando la isla se encuentra en llamas, se escapa con sus animales para servir como criado de Peter. Es muy misterioso - está vestido con un abrigo de lana desigual, nunca duerme, y come solamente huevos - . Más tarde se reveló que no es otro que el Capitán Garfio, que sobrevivió dentro del estómago del cocodrilo, pero fue transformado por el ácido del estómago en un hombre «muy suave». Ravello casi es asesinado por el perro de los Darling, quien salvó a Peter de él, pero sobrevive como Garfio, gracias al beso de buenas noches de Wendy.

## Comentarios
Generalmente, los comentarios han sido positivos y aquellos que son críticos reconocen tanto la fuerza de la escritura como la visión de McCaughrean.
- Newsnight Review 06/10/06
- Guardian 7/10/2006
- Independent on Sunday 8/06/2006
- Observer 8/06/2006

## Adaptaciones
A diferencia de la obra original, que tardó varios años en ser adaptada a otros medios de comunicación, el Great Ormond Street Hospital se apresuró a organizar Peter Pan de rojo escarlata para ser adaptado.

### Radio
Una adaptación del libro para radio fue transmitida por la BBC Radio 4, poco después de su lanzamiento, el 14 de octubre de 2006. Fue protagonizada por Robert Glenister como el narrador, Daniel Mays como Peter Pan, Kate Maberly como Wendy, y Roger Allam como Ravello.

### Elenco
- Narrador - Robert Glenister
- Peter Pan - Daniel Mays
- Wendy - Kate Maberly
- Ravello - Roger Allam
- John - Tom George
- Tootles (femenino) - Robin Weaver
- Tootles (masculino) - Joseph Kloska
- Luciérnaga de Fuego - Peter Gunn
- Curly - Simon Scardifield
- Poco - Steven Webb
- Gemelo 1 - Damian Lynch
- Gemelo 2 - Paul Richard Biggin
- Avispado - Sam Dale
- Mujer 1 - Rachel Atkins
- Tinker Bell (Campanita) - Emerald O'Hanrahan

La música fue compuesta por David Pickvance; producida/dirigida por Celia de Wolff.